# Roma (Lesotho)
Roma – miasto w Lesotho (8000 mieszkańców), położone 34 km na południowy wschód od Maseru, siedziba Narodowego Uniwersytetu Lesotho.

## Historia
Miasto zostało założone przez misjonarzy katolickich w 1862 roku i jest  położone w dolinie o nazwie Tloutle.  

## Nazwa
Nazwa związana jest z założycielami miasta – misjonarzami katolickimi. Mimo że byli oni Francuzami, kojarzono ich z siedzibą papieża – Rzymem. Stąd nazwa Roma.

## Szpital
W 1937 roku założono tu Szpital św. Józefa. Zarząd szpitala podlega biskupowi z  archdiecezji Maseru. Szpital ma 120 łóżek. Składa się 5 parterowych budynków i zapewnia opiekę 120 000 okolicznych mieszkańców.
Przy szpitalu działa Roma College of Nursing. Jest to 3-letnia szkoła dla pielęgniarek i 1 roczna dla położnych.

## Pro-Katedra Matki Jezusa
W Pro-katedrze rzymskokatolickiej Matki Jezusa (Mather Jesu) znajduje się grób błogosławionego Józefa Gerarda, który był  pierwszym misjonarzem katolickim w Basutolandzie (jak wówczas nazwano Lesotho). 14 września 1988 roku w kościele odprawił mszę św. Jan Paweł II.  Dzień później w Maseru beatyfikował Józefa Gerarda.